# 오노 스스무
오노 스스무(일본어: 大野晋 1919년 - 2008년)는 일본의 언어학자이다. 가쿠슈인 대학에서 문학 박사학위를 취득하였으며, 이후에는 모교의 명예교수를 역임했다. 고대 일본어의 음운, 표기, 어휘, 문법, 일본어의 기원 및 일본인의 사고 방식 등이 주요 연구 주제였다. 주요 저서로는 《일본어의 기원》, 《일본어 문법을 고하다》, 《일본어의 형성》, 《일본어 연습장》 등이 있다.
《이와나미 고어사전》을 편찬했고 일본어 기원을 인도 남부 타밀어에서 찾는 일본어-타밀어 크레올 가설을 주장한 것으로 알려져 있다.
1983년 오노는 일본어와 타밀어의 다섯 가지 문법적 공통점과 한 가지 차이점에 대해 이야기했다. 그 근거 중 하나는 고대 일본어가 문법적으로 굴절했다는 것이며 다른 하나는 시상이 타밀어와 유사하다는 점이었다. 
타밀어와 일본어는 대명사가 다르다는 점을 들며
이 점이 타밀어와 일본어를 구분하는 유일한 차이라고 설명했다.
다섯 가지 중 네 가지는 친족관계를 따지기에는 언어가 가지는 보편적인 특성이라는 점에서 기인한 것으로 유효하지 않다. 타밀어는 교착어적 성격을 띄고 있으며 이는 터키어, 핀란드어, 헝가리어도 마찬 가지이다. 일본어의 명사 앞에 형용사가 온다는 것은 체코어, 영어, 힌디어에서도 발견되는 특징이다. 또한 조동사를 동사 앞에 놓는다는 점도 타밀어뿐만 아니라 더 많은 언어에서 해당한다. 그가 제기한 일본어와 타밀어의 전치사 및 후치사, 어근, 보조동사의 경우에도 충분히 다른 언어에서도 사용할 만한 개념이다.
고대 일본어가 타밀어와 같이 굴절어였다는 주장에서도 일본어는 교착어이며, 고대 일본어 또한 역사적으로 굴절되거나 굴절어로 볼 수 없다는 점에서 반박된다.
근거로 든 두 구문 또한 일본 전통시에서 압운이 단순히 사용되지 않았기 때문에 제시된 타밀어 문장과 유사한 것일 뿐 언어학적 계통성을 입증하는 근거로 사용되기에는 부적절하다.

## 같이 보기
- 일본 문학
- 드라비다한국어족

## 참고 문헌
- Kamil V. Zvelebil (2009년 12월 24일). “Tamil and Japanese—are they related? The hypothesis of Susumu Ohno”. 《Bulletin of the School of Oriental and African Studies》 (Cambridge University Press, 1985에 출판됨) 48 (1). (구독 필요).

## 저서
주요 논문
도서
- 《日本語をさかのぼる》(일본어를 거슬러 올라가다), 岩波書店, 1974. ISBN 4-00-412092-6
- 《日本語の文法を考える》(일본어 문법을 고하다), 岩波書店, 1978. ISBN 4-00-420053-9